# Rudrapur
Rudrapur là một thành phố và là nơi đặt ban đô thị (municipal board) của quận Udham Singh Nagar thuộc bang Uttaranchal, Ấn Độ.

## Nhân khẩu
Theo điều tra dân số năm 2001 của Ấn Độ, Rudrapur có dân số 88.720 người. Phái nam chiếm 53% tổng số dân và phái nữ chiếm 47%. Rudrapur có tỷ lệ 55% biết đọc biết viết, thấp hơn tỷ lệ trung bình toàn quốc là 59,5%: tỷ lệ cho phái nam là 62%, và tỷ lệ cho phái nữ là 47%. Tại Rudrapur, 16% dân số nhỏ hơn 6 tuổi.